# Спорт у Великій Британії
Спортом у Великій Британії займаються ще з давніх часів. На відносно невеликому острові зародилося й існує понині чимало видів спорту. Спорт в житті британців відіграє дуже важливу роль, вони пишаються тим, що більшість видів спорту з'явилися саме в їхній країні.
У Сполученому Королівстві з'явились такі види спорту, як футбол, регбі (регбі-15 та регбіліг), крикет, нетбол, дартс, гольф, теніс, настільний теніс, бадмінтон, сквош, боулз, хокей, бокс, снукер, більярд і керлінг та водне поло. Стандартизація різних видів спорту, таких як веслування, танцювальний спорт, автоспорт, сталася в Сполученому Королівстві.
Це означало, що в зародковому стані багатьох видів спорту Англія, Шотландія, Уельс та Ірландія сформували окремі керівні органи, національні команди і змагання національних ліг. Після 1922 року деякі види спорту сформували окремі організації для Північної Ірландії, хоча деякі продовжували організовуватися на загальноірландської основі.
У невеликій кількості видів спорту ці команди доповнюються гучними подіями за участю об’єднаної команди, що представляє одну або кілька країн.
В цілому, асоціативний футбол привертає найбільшу кількість глядачів і грошей, хоча країна відрізняється різноманітністю своїх спортивних інтересів, особливо на елітному рівні. Основні індивідуальні види спорту включають легку атлетику, велоспорт, автоспорт і скачки. Теніс - найпопулярніший вид спорту в протягом двох тижнів чемпіонату Вімблдону, але в іншому йому важко втриматися в країні, де він народився. Снукер і дартс теж отримують підвищення профілів за певний період відповідно під час проведення найбільших турнірів. Багато інших видів спорту також граються і дотримуються в меншій мірі. Існує багато суперечок з приводу того, який вид спорту має найактивніших учасників: плавання, легка атлетика, їзда на велосипеді - всі вони, як з'ясувалося, має ширшу активну участь, ніж асоціативний футбол, в опитуванні Sport England Active People 2010.

## Популярність
Опитування MORI 2003 року виявило:
| Спорт        | Перегляд ТВ | Учасники | Зацікавлені в |
| ------------ | ----------- | -------- | ------------- |
| Футбол       | 46%         | 10%      | 45%           |
| Регбі-юніон  | 21%         | NA       | 27%           |
| Теніс        | 18%         | 3%       | 23%           |
| Крикет       | 18%         | 2%       | 19%           |
| Атлетика     | 18%         | 2%       | 21%           |
| Снукер       | 17%         | 5%       | 24%           |
| Автогонки    | 16%         | NA       | 20%           |
| Регбіліг     | 12%         | NA       | 15%           |
| Бокс         | 11%         | NA       | 14%           |
| Дартс        | 9%          | 3%       | NA            |
| Плавання     | NA          | 9%       | NA            |
| Спортзал     | NA          | 12%      | 17%           |
| Бадмінтон    | NA          | 3%       | NA            |
| Сквош        | NA          | 3%       | NA            |
| Водний спорт | NA          | 2%       | NA            |
| Лижний спорт | NA          | 1%       | NA            |
| Боулз        | NA          | 1%       | NA            |

## Футбол

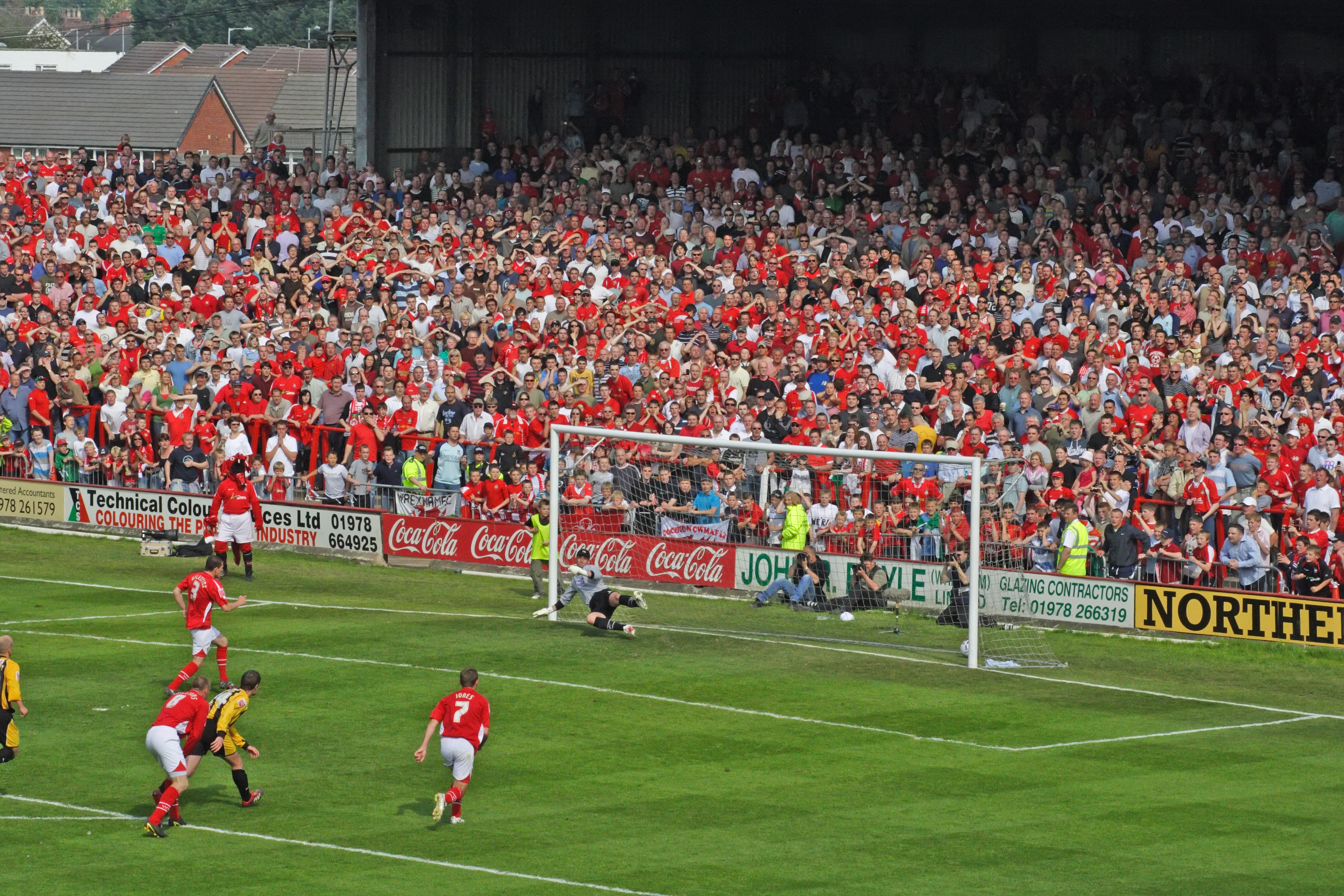
Футбол

Футбол — є національним видом спорту в Англії та найпопулярнішим у світі. В англійській футбольній лізі налічується 92 ігрових клуба. Правила гри в футбол були розроблені в Англії та Шотландії ще в середні віки. Тоді люди грали просто ради розваги, починаючи від малої дитини до стариків. На вершині футбольної піраміди Великої Британії знаходиться англійська прем'єр-ліга. Чотири з двадцяти її клубів, так звана «велика четвірка» — «Арсенал», «Челсі», «Ліверпуль» і «Манчестер Юнайтед», — світові бренди. Їх гравці заробляють понад 150 тисяч фунтів на тиждень.
Сучасний глобальний футбол розвинувся з традиційних футбольних ігор, в які грали в Англії в 19 столітті, і сьогодні є найпопулярнішим видом спорту в Сполученому Королівстві з дуже великим відривом. Так було протягом багатьох поколінь, але широко поширена думка, що розрив збільшився з початку 1990-х років, і домінування футболу часто розглядається як загроза для інших видів спорту. Кожна з чотирьох країн Великої Британії організовує власну футбольну лігу; проте є кілька команд, які грають в іншій країні. Єдиним головним змаганням національної збірної, яка виграла «Home Nations», є Чемпіонат світу 1966 року, який Англія прийняла і виграла, хоча клуби як шотландської, так і англійської національних ліг мали успіх у європейських клубних змаганнях, особливо в Лізі чемпіонів УЄФА або її попереднику Кубку європейських чемпіонів.

## Регбі

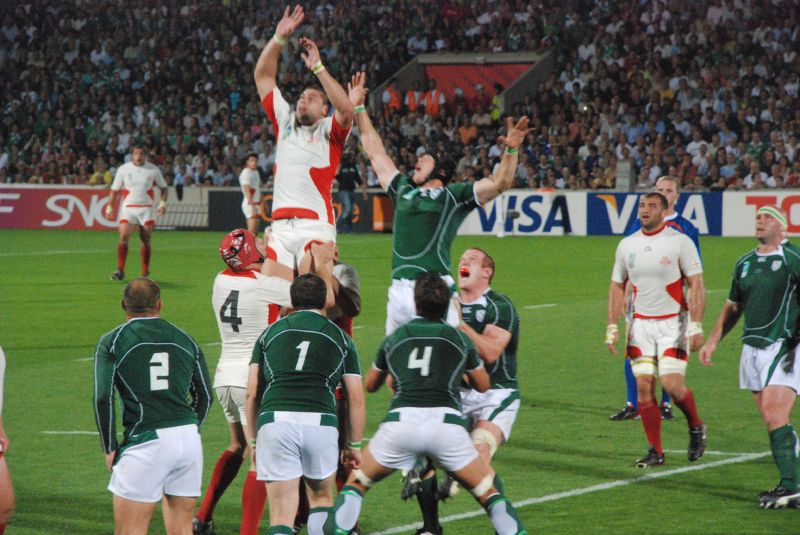
Регбі

Регбі набув популярності лише в англомовних країнах, Італії та Франції. Він широко поширений в Англії, Шотландії та Уельсу. Назва цього виду спорту набуло від назви однойменної англійської школи в Уорікширі. Він схожий на футбол, але грають овальним м'ячем. Від нього пішов такий вид спорту, як американський футбол. Такі країни, як Англія, Шотландія, Уельс та Ірландія, разом з Францією і Італією, грають в щорічний турнір з регбі, який називається Шість Націй.

## Крикет

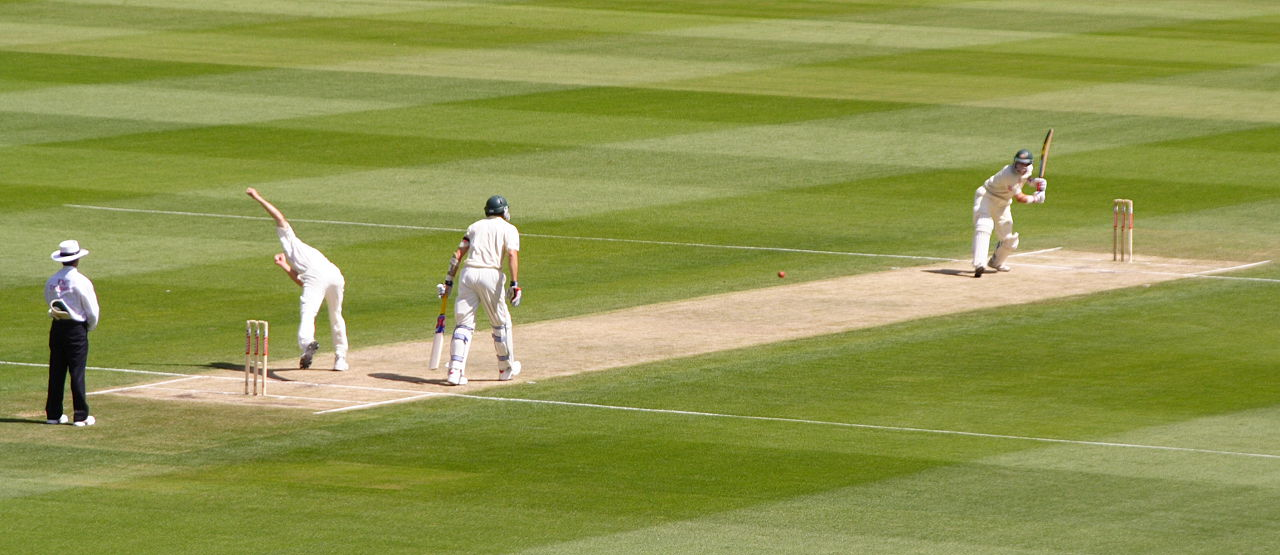
Крикет

Крикет — дуже складний вид спорту, який бере початок в середині 17 століття. В крикет грають як в сільській місцевості, так і в містах. Гру проводять по неділям з квітня по серпень. Також англійці полюбляють грати в п'ятиденні ігри по крикету. Вони все літо грають проти колишніх колоній Британії, а саме Австралії, Індії та Вест-Індії.

## Великий теніс

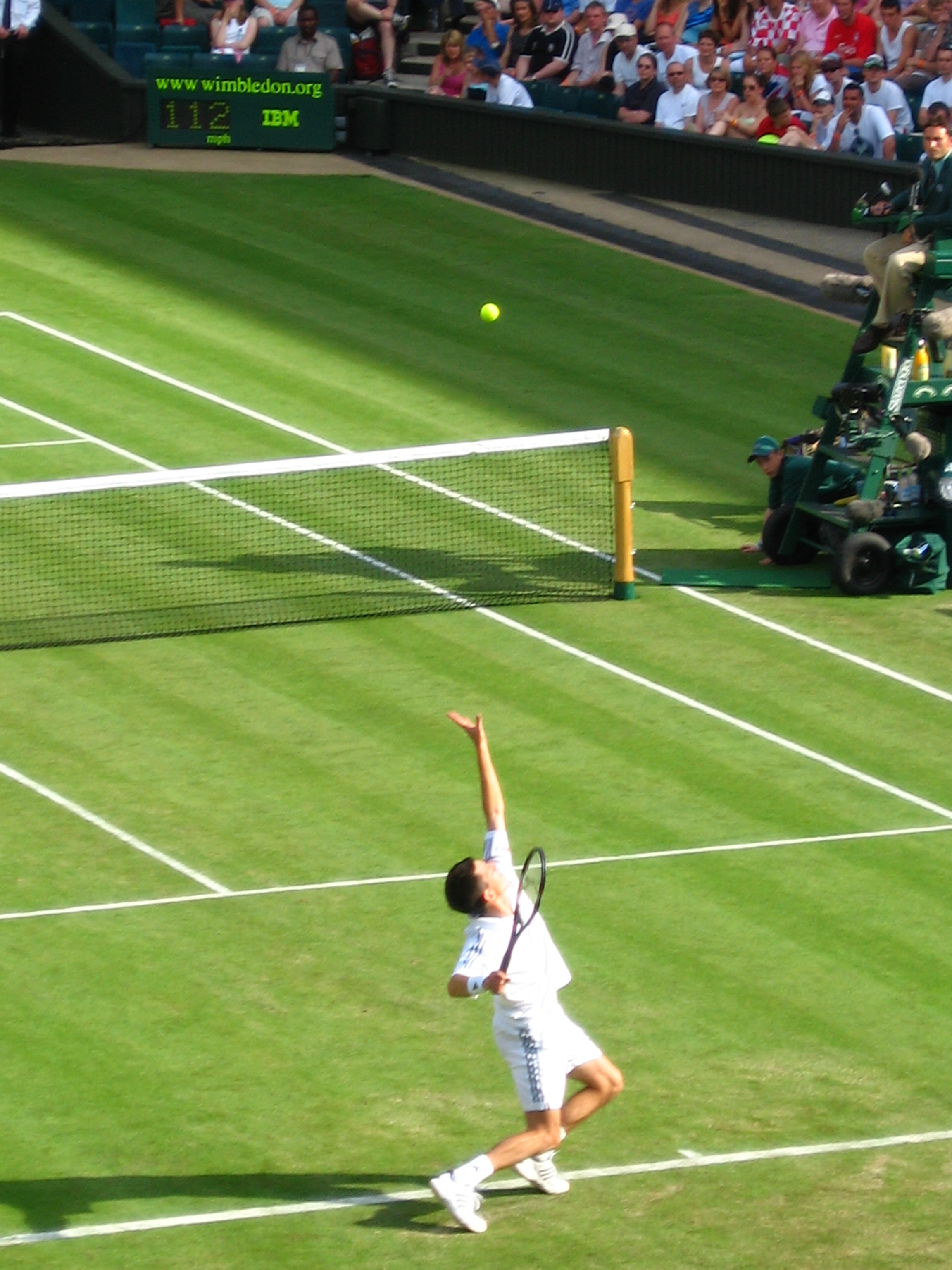
Великий теніс

Великий теніс — один з найстаріших видів спорту, який виник у 19 столітті. Найвідоміший тенісний турнір — це Вімблдон. Зазвичай початок турніру відбувався в понеділок 22 червня. Саме в цей час в Англії була найкраща погода. Під час турніру, люди їли свіжу полуницю з вершками. Це уже стало традицією для відвідувачів турнірів.

## Скачки

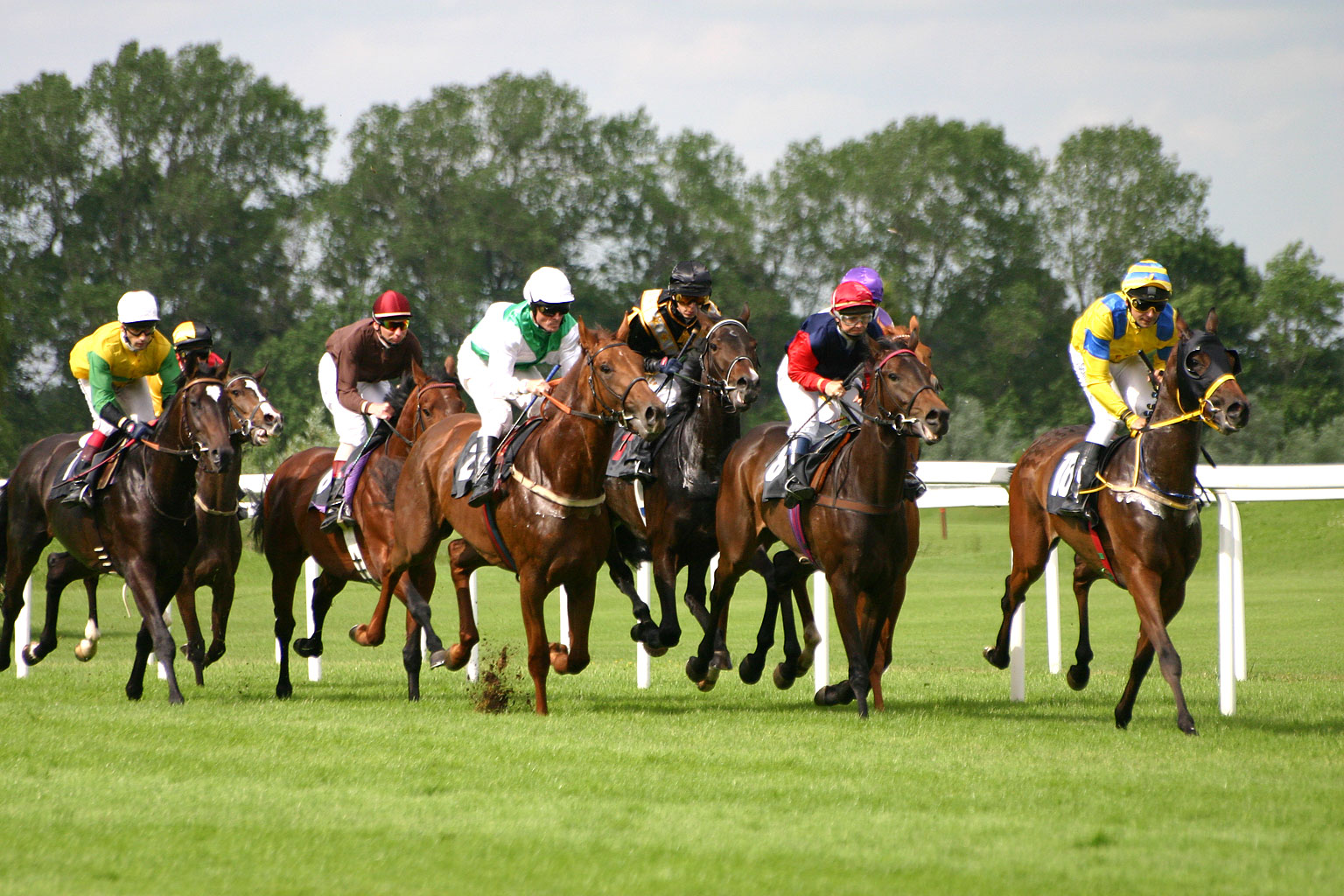
Скачки

Скачки — це гра для королів. Ще з давніх часів, в цю гру грали лише заможні люди чи дворяни. Зараз цей вид спорту доступний для усіх людей. Зараз він є дуже популярним видом спорту. Глядачі навіть можуть робити ставки в букмекерських канторах. Деякі з найвідоміших перегонів проводяться в Аскоті. Аскот — англійське маленьке містечко на півдні Англії. Щороку це місто стає центром скачок, в якому беруть участь усі скакуни світу. Такі скачки тривають протягом одного тижня в червні. Ці скачки мають назву Royal Ascot. Королева завжди присутня в Аскоті на скачках. Навіть королева має багато скакових коней. Її захоплення — спостерігати за скачками.

## Студентський спорт
Окрім кількох подій в Оксбриджі, студентський спорт має дуже низький профіль у Сполученому Королівстві.

### Історіографія
- Baker, William J. "The state of British sport history." Journal of Sport History 10#1 (1983): 53-66. онлайн [Архівовано 12 вересня 2016 у Wayback Machine.]
- Cox, Richard William. History of sport: a guide to the literature and sources of information (British Society of Sport History in association with Sports History Pub., 1994).
- Hill, Jeffrey. "British Sports History: A Post-Modern Future?." Journal of Sport History 23.1 (1996): 1-19. онлайн  [Архівовано 12 вересня 2016 у Wayback Machine.]
- Holt, Richard. "Sport and History: the state of the subject in Britain." Twentieth Century British History 7#2 (1996): 231-252.